# Bắt lấy thiên thần
Bắt lấy thiên thần (Leh Nangfah / เล่ห์นางฟ้า) là một bộ phim truyền hình Thái Lan dài 28 tập.  Nội dung phim kể về cuộc đời của một cô gái có lối sống kiêu ngạo và hay xem thường người khác bị lời nguyền biến thành chim vào buổi tối.
Đây là bộ phim truyền hình đầu tiên mà nam diễn viên Put Puttichai đóng vai chính.

## Nội dung
Lallalit - "Beauty" (Vill) là một nữ thừa kế xinh đẹp nhưng đỏng đảnh và ích kỷ. Do ba mẹ mất sớm nên Beauty không được dạy dỗ tử tế mà  chỉ quan tâm đến bản thân mình. Teepob (Put), một chàng trai trẻ tài năng, chững chạc, tốt bụng, hiện đang là CEO của công ty thời trang mà ba của Beauty đã sáng lập và gia đình Teepob cũng có cổ phần. Gia đình của Teepop và Beauty rất thân thiết nên họ chơi với nhau từ nhỏ nhưng với tính tình kênh kiệu Beauty đã làm Teepop không ưa cô.
Trước những hành vi quá đáng của Beauty, mẹ của Beauty sau khi qua đời trở thành tiên và cùng một vị tiên khác đã quyết định dạy cho cô một bài học:  Beauty  sẽ bị biến thành chim sau khi mặt trời lặn mỗi ngày và trở lại thành người khi trời sáng cho đến khi có một người yêu cô thật lòng trao cho cô một nụ hôn. Beauty tự tin và các mối quan hệ của mình và nghĩ mọi người xung quanh ai cũng thích cô nhưng sự thật hoàn toàn trái ngược và cô bị mắc kẹt trong tình trạng tồi tệ đó.
Beauty phải đến công ty của ba mình  làm việc và Teepob đã  đưa cô xuống là công nhân ở xưởng may vì anh nghĩ rằng cô sẽ bỏ cuộc ngay và anh cũng muốn dạy cho cô một bài học. Ở xưởng may, không ai biết thân phận thật của Beauty, cô phải mặc đồng phục, phải làm việc như những công nhân khác, phải ăn chung, làm chung với họ. Sau một thời gian tiếp xúc với những người con người mà Beauty ngày xưa chả bao giờ quan tâm đến, cô đã cảm thông với họ và dần dần được mọi người yêu quý.  Teepop dù bề ngoài tỏ ra không thích nhưng anh vẫn quan tâm đến Beauty và giúp đỡ cô trong nhiều tình huống. Beauty ban đêm biến thành chim thì thường bay đến nhà Teepob ở bên cạnh anh, nghe anh trò chuyện nên dần dần cô cũng có cảm tình với Teepop.
Sau khi làm tốt công việc ở xưởng may, Beauty được Teepop chuyển sang phòng cắt mẫu và ở đây thân phận thật của Beauty bị tiết lộ, mọi người đều biết cô là Khun Lallalit dù vậy Beauty muốn mọi người vẫn đối xử với cô như bình thường. Beauty đã giúp đỡ cô công nhân Somcheng, có hoàn cảnh khó khăn khi mẹ cô, cũng là công nhân trong công ty bị tai nạn lao động và đưa cả nhà họ về nhà cô sống. Trước sự thay đổi của Beauty, Teepop ngày càng có tình cảm và rất quan tâm đến cô. Mỗi ngày Teepop đều đến đưa đón Beauty đi làm, buồn và giận khi thấy Jade Charn, ông chủ công ty đối thủ tiếp xúc với Beauty...
Với những kinh nghiệm mà Beauty đã trải qua khi làm việc ở những bộ phim khác nhau trong công ty, cuối cùng, Teepop đã quyết định đưa cô trở về phòng tạo mẫu với vai trò nhà thiết kế. Beauty lại phải bước vào một cuộc chiến mới khi trong công ty có nội gián ăn cắp mẫu thiết kế của cô, sự phản bội của người chú ruột, sự cạnh tranh với Jade Charn để ký hợp đồng với nhà thiết kế hàng đầu Grace Miller....Tuy nhiên hiện tại Beauty không còn cô đơn một mình nữa vì bên cạnh cô đã có Teepop khi anh cuối cùng đã xác định được tình cảm của mình và tỏ tình với Beauty....

## Diễn viên
- Wannarot Sonthichai vai Lallalit / Beauty
- Puttichai Kasetsin vai Teepob / Tee
- Nusaba Wanichangkul vai Parathewee (tiên)
- Nicole Theriault vai Lalita (mẹ của Lallalit, tiên trần)
- Butsakon Tantiphana vai Paktimon / Pat (em họ Beauty)
- Kantapoj Pattarapol vai Jadecharn / Jet (chủ tịch Jade Garment)
- Hathaiphat Smathvithayavech vai Ornwipha / Orn
- Sirin Kohkiat vai Beewara / Bee (trợ lý Pat)
- Nithichai YotAmornSunthorn vai Rartua / Tua (trợ lý Pat)
- Oliver Pupart vai Kornthep / Korn (bố Pat, chú Beauty)
- Sutita Gatetanon vai Pawinee (mẹ Teepob)
- Anuwat Niwatawong vai Thana (bố Teepob)
- Daran Thitakawin vai Krueawan (mẹ Orn)
- Songsit Rungnopakunsi vai Adisak (bố Orn)
- Kornrawich Sungkibool vai Farang
- Ampha Phoosit vai Seenuan (mẹ Somcheng)
- Peeraya Daengprasit vai Somcheng (con gái Seenuan)
- Narumon Nillawan vai Dì Jan (quản gia Beauty)
- Sutita Gatetanon vai Pon (người làm nhà Beauty)
- Nudtawat Saksiri vai Dangnun (em gái Somcheng)
- Cindy Bishop vai Grace Miller
- Jirada Moran vai Lallalit / Beauty (nhỏ)
- Intouch Sermsukcharoenchai vai Teepob (nhỏ)
- Chananya Lertwatanamongkol vai Pat (nhỏ)
- Attadit Diskul vai MC chương trình thời trang
- Lapisara Intarasut vai người mẫu
- Wayo Asawarungruang vai Ron
- Thanyarat Traisuttiwong vai Mintra

## Rating
- Tập 1: 1.1
- Tập 2: 1.3
- Tập 3: 0.6
- Tập 4: 1.3
- Tập 5: 1.6
- Tập 6: 1.7
- Tập 7: 1.6
- Tập 8: 2.1
- Tập 9: 1.6
- Tập 10: 1.8
- Tập 11: 1.5
- Tập 12: 1.7
- Tập 13: 1.5
- Tập 14: 1.8
- Tập 15: 2.0
- Tập 16: 1.7
- Tập 17: 2.0
- Tập 18: 2.3
- Tập 19: 2.2
- Tập 20: 2.0
- Tập 21: 1.9
- Tập 22: 2.0
- Tập 23: 2.4
- Tập 24: 2.3
- Tập 25: 2.7
- Tập 26: 3.1
- Tâp 27: 2.6
- Tập 28: 2.7

Trung bình: 1.90

## Ca khúc nhạc phim
- อาจเป็นคนนี้ / Aht Bpen Kon Nee - Dee Deelilian